# Pericoma peregrinum
Pericoma peregrinum és una espècie d'insecte dípter pertanyent a la família dels psicòdids que es troba a Nova Guinea.